# Adolph Islands
Die Adolph Islands (in Argentinien Islotes Adolph) sind eine Gruppe kleiner Inseln und Klippenfelsen vor der Nordwestküste von Watkins Island und Teil der Biscoe-Inseln vor der Antarktischen Halbinsel.
Die Inseln wurden anhand von Luftaufnahmen der Falkland Islands and Dependencies Aerial Survey Expedition (FIDASE) aus den Jahren 1956 bis 1957 kartografiert. Das UK Antarctic Place-Names Committee benannte sie nach dem amerikanischen Physiologen Edward Frederick Adolph (1895–1986). Dieser hatte sich als Professor der Physiologie an der University of Rochester in der Zeit von 1948 bis 1960 auf die Reaktionen des menschlichen Körpers auf Kälte spezialisiert.